# Ivan Bersenev
Ivan Nikolaevič Bersenev (Mosca, 23 aprile 1889 – Mosca, 25 dicembre 1951) è stato un attore russo.

## Filmografia parziale

### Attore
- Slёzy (1914)
- Velikij graždanin (1939)
- V gorach Jugoslavii (1946)

## Premi
- Artista onorato della RSFSR
- Artista del popolo della RSFSR
- Artista del popolo dell'Unione Sovietica
- Ordine di Lenin
- Ordine della Bandiera rossa del lavoro
- Ordine del distintivo d'onore